# Boleras
Boleras är en ort i Mexiko.   Den ligger i kommunen Guanaceví och delstaten Durango, i den centrala delen av landet, 900 km nordväst om huvudstaden Mexico City. Boleras ligger 2 136 meter över havet och antalet invånare är 118.
Terrängen runt Boleras är kuperad åt sydost, men åt nordväst är den platt. Boleras ligger nere i en dal. Runt Boleras är det mycket glesbefolkat, med 2 invånare per kvadratkilometer. Närmaste större samhälle är Ciénega de Escobar, 9,4 km väster om Boleras. Omgivningarna runt Boleras är i huvudsak ett öppet busklandskap.